# Нагорный Иштан
Нагорный Иштан — деревня в Томском районе Томской области России, в Моряковском сельском поселении. Население 17 чел. (2021) .

## География
Находится на юге области, в кедровом лесу, на Иштанской протоке реки Томь.
Расстояние по дорогам до:
- центра областного и районного центра г. Томск — 55 км; по прямой до границы Томска — 29 км к северо-западу;
- центра поселения с. Моряковский Затон: 15 км.

Уличная сеть
- Улицы: Зелёная, Кедровая, Лесная, Михалкова, Озёрная, Центральная, Церковная;
- Переулки: Овражный, Полевой, Родниковый, Садовый, Солнечный, Сосновый, Энергетический;
- Территории садового товарищества «Водник».

## История
Территория селения была заселена с неолита. Возле Нагорного Иштана обнаружены археологические памятники разных эпох: поселения, городища, курганные и грунтовые могильники, культовые места. Это Усть-Иштанское погребение и Нагорно-Иштанское поселение неолитической эпохи, Нагорный Иштан 2 (ранний железный век), городище Нагорный Иштан (раннее средневековье), городище Духовое и Духовое селище. Также был обнаружен могильник эпохи позднего бронзового века, его изучением занимался Матющенко В. И.   Рядом с местом слияния Томи и Оби, в районе Нагорного Иштана были найдены следы материальной культуры ирменского населения.
Деревня Нагорный Иштан была основана в 1653 году игуменом Усть-Киргизского монастыря Ефремом как миссионерский стан и была заселена монастырскими крестьянами с Южного Урала. В 1872 году была построена деревянная Петропавловская церковь, сохранившаяся и по сей день.
В конце 1970-х годов в деревне Нагорный Иштан проходили натурные съёмки фильма «Сибириада» А. С. Кончаловского.
В соответствии с Законом Томской области от 12 ноября 2004 года № 241-ОЗ посёлок вошёл в состав муниципального образования Моряковское сельское поселение.

## Население
| 2002 | 2008 | 2009 | 2010 | 2011 | 2012 | 2013 | 2014 | 2015 |
| ---- | ---- | ---- | ---- | ---- | ---- | ---- | ---- | ---- |
| 16   | ↘3   | ↗4   | ↗18  | →18  | ↘16  | ↗17  | →17  | ↗18  |
| 2021 |      |      |      |      |      |      |      |      |
| ↘17  |      |      |      |      |      |      |      |      |

## Инфраструктура
- СТ «Водник»[13][14][15].
- Деревянная Петропавловская церковь (1872) — одна из трех сохранившихся в Томской области деревянных церквей-памятников, рядом с которой снимался фильм Андрея Кончаловского «Сибириада»[16] 1978 года. Из-за оползней и аварийного состояния храма принято решение о переносе церкви в посёлок Хромовку на востоке Томска с выполнением комплекса реставрационных работ[17].
- В 2009-2010 годах рядом с церковью стоял крест в память погибших моряков подлодки «Курск», к 2013 году он уже исчез[18].
- Кладбище (ул. Кедровая,40/1)[19]

## Транспорт
Автомобильное сообщение по грунтовой дороге «Томскводоканала». Ранее существовал водный маршрут от Северска, сейчас идет решение вопроса с водным транспортом 